# HLA-DQA2
HLA-DQA2 (англ. Major histocompatibility complex, class II, DQ alpha 2) – білок, який кодується однойменним геном, розташованим у людей на короткому плечі 6-ї хромосоми. Довжина поліпептидного ланцюга білка становить 255 амінокислот, а молекулярна маса — 28 033.
| 10         |  | 20         |  | 30         |  | 40         |  | 50         |
| ---------- |  | ---------- |  | ---------- |  | ---------- |  | ---------- |
| MILNKALLLG |  | ALALTAVMSP |  | CGGEDIVADH |  | VASYGVNFYQ |  | SHGPSGQYTH |
| EFDGDEEFYV |  | DLETKETVWQ |  | LPMFSKFISF |  | DPQSALRNMA |  | VGKHTLEFMM |
| RQSNSTAATN |  | EVPEVTVFSK |  | FPVTLGQPNT |  | LICLVDNIFP |  | PVVNITWLSN |
| GHSVTEGVSE |  | TSFLSKSDHS |  | FFKISYLTFL |  | PSADEIYDCK |  | VEHWGLDEPL |
| LKHWEPEIPA |  | PMSELTETLV |  | CALGLSVGLM |  | GIVVGTVFII |  | QGLRSVGASR |
| HQGLL      |  |            |  |            |  |            |  |            |

A: Аланін

C: Цистеїн

D: Аспарагінова кислота

E: Глутамінова кислота

F: Фенілаланін

G: Гліцин

H: Гістидин

I: Ізолейцин

K: Лізин

L: Лейцин

M: Метіонін

N: Аспарагін

P: Пролін

Q: Глутамін

R: Аргінін

S: Серин

T: Треонін

V: Валін

W: Триптофан

Задіяний у такому біологічному процесі, як імунітет. 
Локалізований у клітинній мембрані, мембрані, ендоплазматичному ретикулумі, лізосомі, апараті гольджі, ендосомах.